# Marina Garcés Mascareñas
Marina Garcés Mascareñas (Barcelona, 30 de maig de 1973) és una filòsofa i assagista catalana. És professora agregada de l'assignatura Pensament filosòfic i científic contemporani a la Universitat Oberta de Catalunya. Va ser professora titular de Filosofia de la Universitat de Saragossa durant quinze anys. També ha estat professora en universitats com la Universitat Pompeu Fabra i la Universitat de Girona, a través de diversos màsters. Ha impulsat el projecte col·lectiu Espai en Blanc de pensament crític i experimental. Un dels conceptes centrals del seu pensament és «el comú» en el camí de desenvolupar alternatives per a enfrontar-nos a les crisis contemporànies. Defensa la filosofia com una forma de vida, un art que neix al carrer i que continua sense interrupció a l'espai íntim i invisible.

## Trajectòria
Va estudiar filosofia a la Universitat de Barcelona, on es va doctorar el 2001 amb una tesi titulada En prisiones de lo posible. Des del 2002 impulsa i coordina el projecte Espai en Blanc, una aposta col·lectiva per una relació compromesa, pràctica i experimental amb el pensament filosòfic. Des de 2016 és membre del claustre del professors del Programa d'Estudis Independents del MACBA i dirigeix l'Aula Oberta de l'Institut d'Humanitats del CCCB. El 2017 va ser pregonera de les Festes de la Mercè. El seu discurs va aixecar una polèmica en relació als atemptats del 17 d'agost del mateix any.

## Pensament
Alguns dels seus referents són Charles Baudelaire, Immanuel Kant, el confucianisme i Jean jaurès. Tot i les aproximacions al marxisme heterodox de l'Escola de Frankfurt a l'obra Nova il·lustració radical, el seu pensament té més a veure amb el relativisme postmodern i la filosofia confucianista.
Garcés percep la filosofia com una pràctica vinculada no tan sols al món acadèmic, sinó relacionada amb els moviments socials i culturals, els quals considera que són territori d'experimentació, contestació i compromís.
Considera que les noves formes de politització tenen la característica de l'anonimat. No es tracta de l'anonimat de la massa, de l'homogeneïtzació, de la uniformitat, sinó de la vida que es pot dir alhora en primera persona del singular i del plural. Alguna cosa que no es fa des d'unes sigles concretes, uns representants, sinó des d'una presència compartida. Es tracta de voler reapropiar-se de la vida i, a la vegada, d'obrir espais per a una politització radical de la vida. A Filosofía inacabada (2015) s'ocupa de la «fi dels grans homes» i qüestiona el fet que tots els filòsofs han estat homes, blancs, occidentals i acomodats, i assenyala que en l'actualitat es produeix un gir cap a la feminització, la precarització i la col·lectivització del pensament filosòfic.

## Obra publicada
- En las prisiones de lo posible.  Barcelona: Bellaterra, 2002. ISBN 9788472902015.
- Un mundo común.  Barcelona: Bellaterra, 2013. ISBN 9788472906099. [en català: Un món comú. Manresa: Tigre de Paper Edicions, 2022. ISBN 978-84-18705-23-6.]
- El compromís / Commitment.  Barcelona: CCCB, 2013, p. 44. ISBN 978-84-616-6290-6.
- Filosofía inacabada (en castellà).  Barcelona: Galaxia Gutenberg, 2015. ISBN ISBN 9788416495221.
- Fora de classe. Textos de filosofia de guerrilla.  Arcàdia, 2016, p. 200. ISBN 978-84-944680-7-0.
- Nova il·lustració radical (en català i castellà). 2a edició.  Anagrama, 2017, p. 80. ISBN 978-84-339-1615-0.
- Ciutat Princesa. Barcelona: Galaxia Gutenberg, 2018. ISBN 978-84-17088-88-0.[12]
- Escola d'aprenents. Barcelona: Galaxia Gutenberg, 2020. ISBN 978-84-18218-42-2.
- El temps de la promesa. Barcelona: Anagrama, 2023. ISBN 978-84-339-1331-9
- La passió dels estranys. Barcelona: Anagrama, 2025. ISBN 978-84-10317-19-2[13]